# Hirschberg an der Bergstraße
Pour les articles homonymes, voir Hirschberg.
Hirschberg an der Bergstraße est une commune de Bade-Wurtemberg (Allemagne), située dans l'arrondissement de Rhin-Neckar, dans l'aire urbaine Rhin-Neckar, dans le district de Karlsruhe. Il s'y trouve une statue d'une Vierge noire (Schwarze Madonna) auprès de laquelle se fait un pèlerinage qui remonte au XVIIIe siècle.